# Who Am I (piosenka)
Who Am I – utwór napisany przez Ega White’a i Lucie Silvas, a wykonywany przez Willa Younga. 24 kwietnia 2006 roku został wydany jako trzeci singel promujący trzeci album artysty, Keep On.
Tekst utworu mówi o uczuciach chłopaka Lucie Silvas. Chciała ona napisać piosenkę z męskiego punku widzenia, widzianego z kobiecej perspektywy, chcąc tym samym, aby to właśnie mężczyzna wykonał „Who Am I”.
Piosenka stała się dostępna przez UK Official Download Chart 12 kwietnia 2006 roku, a 23 kwietnia 2006 roku zadebiutowała na liście UK Singles Chart.
W 2006 roku „Who I Am” została nominowana do Popjustice £20 Music Prize.
Do piosenki nakręcony został wideoklip, za którego reżyserię odpowiedzialny był Dougal Wilson. Teledysk otrzymał w 2007 roku dwie nominacje do Music Vision Award.

## Lista utworów

### CD
1. „Who Am I” (Eg White/Lucie Silvas)
2. „Who Am I” (The Cords Remix)

### Wydanie wiTunes Store
1. „Who Am I”